# Rupelmonde
Rupelmonde è una località belga, frazione del comune di Kruibeke, situata nella provincia delle Fiandre Orientali.
Si trova sulla riva del fiume Schelda di fronte alla confluenza con l'eponimo Rupel, ed è nota per essere stata il luogo di nascita del famoso cartografo fiammingo Gerardo Mercatore.